# بوفکران
بوفکران (به فرانسوی: Boufakrane) یک منطقهٔ مسکونی در مراکش است که در Meknès Prefecture واقع شده‌است.
 بوفکران  ۶٬۳۲۶ نفر جمعیت دارد.